# Liepehöfen
Liepehöfen, bis zum 16. März 1936 Liepe, ist ein Ortsteil der Stadt Dannenberg (Elbe) im Landkreis Lüchow-Dannenberg in Niedersachsen.

## Geografie
Liepehöfen besteht aus zwei Höfen und befindet sich ungefähr vier Kilometer südlich der Dannenberger Innenstadt. 400 Meter westlich der Siedlung verläuft der bedeichte Jeetzelkanal (Neue Jeetzel; früherer Verlauf der Mühlenjeetzel), direkt östlich die Alte Jeetzel. Bedingt durch seine Lage in der Jeetzelniederung wurde Liepehöfen auf einer Wurt auf etwa 15 m NN errichtet.

## Bebauung
Die heute renovierte und als Wohnsitz umgenutzte südliche Hofanlage (Nr. 2) steht unter Denkmalschutz. Das Wohnhaus ist ein Zweiständer-Hallenhaus von 1750; eine große Hopfenscheune wurde 1850 errichtet.

## Geschichte
Seine älteste Nennung von 1389 lautet „den Hof zu Liepe“.
Am 1. Juli 1972 wurde Liepehöfen in die Stadt Dannenberg (Elbe) eingegliedert. Zu jenem Zeitpunkt war Liepehöfen mit drei Einwohnern die kleinste Gemeinde Deutschlands. Zwei Jahre zuvor, am Tag der Volkszählung (27. Mai 1970), bewohnte gar nur eine Person (Bürgermeister Gerhard Basedow) die Gemeinde. Nach dem Zweiten Weltkrieg waren es infolge der Flucht und Vertreibung Deutscher aus Mittel- und Osteuropa 1945–1950 zeitweise bis zu 24 Einwohner gewesen; 2004 waren fünf Einwohner gemeldet.

### Einwohnerentwicklung
| Jahr      | 1910 | 1925 | 1933 | 1939 | 1950 | 1961 | 1970 | 1972 | 2004 |
| --------- | ---- | ---- | ---- | ---- | ---- | ---- | ---- | ---- | ---- |
| Einwohner | 18   | 17   | 9    | 11   | 24   | 9    | 1    | 3    | 5    |

## Verkehrsanbindung
Drei Kilometer nördlich Liepehöfens verläuft die B191 und etwa vier Kilometer nordwestlich die B248.